# Роберто Каччапалья
Роберто Каччапалья (італ. Roberto Cacciapaglia, *1953, Мілан) — італійський піаніст та композитор.

## Біографія
Каччапалья отримав вчену ступінь музиканта в Консерваторії Джузеппе Верді в Мілані, під керівництвом Бруно Беттінеллі. Хоча в Консерваторії Джузеппе Верді він також вивчав напрямок оркестру та електронної музики. Роберто також працював на Департаменті Фонології на RAI (національна телевізійна станція Італії) в Мілані і співпрацює з CNR (National Research Council) в Пізі, де він вивчав комп'ютерні технології в галузі музики.

## Дискографія
- Sonanze — OHR (1975) — Cd Remastering Ducale (2000)
- Sei note in logica — Philips (1979) — Cd Remastering Ducale (2000)
- The Ann Steel Album — (1981) — Cd Remastering — Recording Arts (2003)
- Generazioni del cielo — Ed.Ricordi Dischi Fonit Cetra (1986) — Remastering Ducale (2000)
- Angelus Rock — Polygram Italic (1992)
- Tra cielo e terra — CGD (1996)
- Arcana — BMG Ricordi (2001)
- Tempus Fugit — BMG Ricordi (2003)
- Incontri con l'anima — Deltadischi (2005)
- Quarto tempo — Universal Music (2007)
- Canone degli spazi — Universal Music (2009)
- Ten Directions — Glance, Distribution by Sony Music (2010)